# Éric Perrot
Éric Perrot (* 29. června 2001 Bourg-Saint-Maurice) je francouzský biatlonista a trojnásobný mistr světa.
Biatlonu se věnuje od roku 2013. Do světového poháru vstoupil poprvé v březnu 2021 sprintem v Östersundu, kde obsadil 76. místo. 
Ve své dosavadní kariéře vyhrál ve světovém poháru tři individuální závody, když poprvé ovládl sprint v americkém Soldier Hollow v březnu 2024, a čtyři kolektivní závody.

## Výsledky

### Olympijské hry a mistrovství světa
| Sezóna  | Akce | Místo                | SP  | SZ  | HZ | IZ  | ŠT | SŠT | SZD | Věk    |
| ------- | ---- | -------------------- | --- | --- | -- | --- | -- | --- | --- | ------ |
| 2022/23 | MS   | Oberhof              | 49. | 32. | –  | 32. | –  | –   | –   | 21 let |
| 2023/24 | MS   | Nové Město na Moravě | 4.  | 14. | 9. | 8.  | 3. | 1.  | –   | 22 let |
| 2024/25 | MS   | Lenzerheide          | 14. | 3.  | 7. | 1.  | 2. | 1.  | –   | 23 let |

Poznámka: Výsledky z olympijských her a mistrovství světa se do hodnocení světového poháru nezapočítávají.

## Vítězství v závodech světového poháru a na mistrovství světa

### Individuální
| Č.                           | sezóna    | datum            | místo                         | disciplína                |
| ---------------------------- | --------- | ---------------- | ----------------------------- | ------------------------- |
| 1.                           | 2023/2024 | 9. března 2024   | Soldier Hollow, Spojené státy | sprint                    |
| 2.                           | 2024/2025 | 8. prosince 2024 | Kontiolahti, Finsko           | závod s hromadným startem |
| MS                           | 2024/2025 | 19. února 2025   | Lenzerheide, Švýcarsko (MS)   | vytrvalostní závod        |
| 3.                           | 2024/2025 | 15. března 2025  | Pokljuka, Slovinsko           | závod s hromadným startem |
| – závod na mistrovství světa |           |                  |                               |                           |

### Kolektivní
| Č.                           | sezóna    | datum             | místo                            | disciplína      |
| ---------------------------- | --------- | ----------------- | -------------------------------- | --------------- |
| 1.                           | 2022/2023 | 5. března 2023    | Nové Město, Česko                | smíšená štafeta |
| MS                           | 2023/2024 | 7. února 2024     | Nové Město na Moravě, Česko (MS) | smíšená štafeta |
| 2.                           | 2024/2025 | 1. prosince 2024  | Kontiolahti, Finsko              | štafeta         |
| 3.                           | 2024/2025 | 15. prosince 2024 | Hochfilzen, Rakousko             | štafeta         |
| 4.                           | 2024/2025 | 25. ledna 2025    | Anterselva, Itálie               | štafeta         |
| MS                           | 2024/2025 | 12. února 2025    | Lenzerheide, Švýcarsko (MS)      | smíšená štafeta |
| – závod na mistrovství světa |           |                   |                                  |                 |